# Oscar Vladislas de Lubicz-Milosz
Pour les articles homonymes, voir Milosz.
Oscar Vladislas de Lubicz-Milosz (en lituanien : Oskaras Milašius, en polonais : Oskar Władysław Miłosz), plus connu sous son nom de plume O. V. de L. Milosz, né à Czéréia (ru) dans l'Empire russe le 28 mai 1877 et mort à Fontainebleau le 2 mars 1939, est un poète lituanien de langue française. Il fut également romancier, dramaturge, métaphysicien, diplomate et traducteur. 
Sa poésie évoque le passage du temps, la souffrance, l'amour. La nostalgie de l'enfance et le souvenir retiennent le poète qui vers la fin de sa vie évolue vers la méditation religieuse. 
Ses ouvrages portent généralement le nom « O. V. de L. Milosz ». Pour le nom complet, plusieurs formes sont en concurrence. « Oskar Władysław de Lubicz Miłosz » est la forme internationale retenue par la BNF, dont le catalogue cite aussi « Oscar Vladislas de Lubicz Milosz », « Oscar Venceslas de Lubic.z Milosz », « Oscar Wladysław... », et la possibilité d'un trait d'union entre « Lubicz » et « Milosz ». Il est le grand-oncle du prix Nobel Czesław Miłosz.

## Biographie

### Jeunesse
Fils de Vladislas de Lubicz-Milosz et de Marie Rosalie Rosenthal, Oscar Vladislas de Lubicz Milosz naît en « Lituanie historique » en 1877, aujourd’hui la Biélorussie, territoire qui avait autrefois fait partie du grand-duché de Lituanie. Il est donc de nationalité russe à la naissance, citoyen lituanien en 1918 à la proclamation de la République de Lituanie et naturalisé français en mai 1931. Son enfance a lieu dans un domaine à Čareja (Czereïa), maintenant localisée en Biélorussie. La demeure est décrite comme une « maison de bois en forme de U de la fin du xviiie siècle». En 1889, le père de Milosz vient à Paris et inscrit son fils comme pensionnaire au Lycée Janson-de-Sailly. Il poursuivra ses études à l’École du Louvre (1889-1896) et l'École des Langues Orientales (1896-1899) qui lui permettent de fréquenter les milieux littéraires français. Ses premiers poèmes paraissent dans le recueil du Poème des Décadences en 1899. 
Le nom Lubicz est d'origine polonaise, nom dont les armoiries proviennent du roi Lech le Blanc de Pologne, légué à Budzilas Lubicz vers la fin du XIIe siècle. L'information provient du certificat de noblesse émis en 1825 pour le grand-père de Milosz, Arthur. Jacques Buge dans son ouvrage Milosz en quête du divin reproduit la traduction de ce certificat par Milosz lui-même (datée du 4 novembre 1910 à Paris).

### Débuts de carrière
Désormais, Oscar Vladislas de Lubicz-Milosz ne cessera plus d’écrire : poésie, roman, théâtre, traductions, essais politiques et métaphysiques. « Milosz, c’est le plus beau don que l’Europe ait fait à la France », dira le poète français Paul Fort. Francis de Miomandre publie en 1902 la première étude consacrée au poète : « Un poète de l'évocation : O. W. Milosz » dans l'Ermitage. Jacques Buge dans son étude Milosz en quête du divin ajoute qu'André Gide surnommait Miomandre « le parmentier de Milosz ». Entre 1906 et 1914, Milosz voyage à travers toute l'Europe (Russie, Angleterre, Autriche, Pologne, Allemagne, Italie, Espagne, Tunisie et Maroc). Son premier et seul roman paraît en 1910 : L'Amoureuse Initiation chez Bernard Grasset. En 1914, il perd la fortune héritée de son père, noble polonais, et est mobilisé dans les divisions russes de l’armée française.

### Vie diplomatique
En 1919, Oscar Vladislas de Lubicz-Milosz devient le premier représentant à Paris de la Lituanie ayant retrouvé son indépendance. Venez, je vous conduirai en esprit vers une contrée étrange, vaporeuse, voilée, murmurante… C’est Lietuva, la Lituanie, la terre de Gedymin et Jagellon. Conférence ou poème ? Les diplomates de l’entre-deux-guerres avaient vite remarqué ces rapports de la délégation lituanienne, rédigés dans un français remarquable.
Ruiné par la révolution russe de 1917, Milosz travaillera à la Légation de Lituanie. Il apprend le lituanien, transcrit les contes et daïnos (poésie ou chanson populaire des pays baltes), se passionne pour la culture de son pays et se dépense sans compter pour le faire connaître. Le poste de vice-ministre des Affaires étrangères de Lituanie lui est offert en 1921, poste qu'il refuse en évoquant dans une correspondance le sentiment d'être étranger à la Lituanie qu'il ne connaît plus comme avant. Néanmoins, en novembre la même année, il devient Chargé d'Affaires de Lituanie à Bruxelles jusqu'en 1925. Son travail le fait déplacer à travers toute l'Europe pour des conférences, spécialement à partir de l'adhésion de la Lituanie à la Société des Nations en septembre 1921. Ses contributions lui valent en 1927 d'être fait membre de l'Académie Diplomatique Internationale (en).  

### Distinctions
En 1928, Oscar Vladislas de Lubicz-Milosz est fait Grand-officier de l’Ordre du Grand-duc Gediminas, qui vient d'être créé. Plus tard, dans les années 1930, il découvre Fontainebleau et ses jardins. C’est là qu’il accueillera, durant l’été 1931, son petit-cousin Czeslaw Milosz, futur nobélisé de littérature en 1980, qui dira de lui qu'il a « littéralement changé ma vie en me forçant à chercher une réponse aux questions que soulève sa méditation entourée de mystère, ce qui, pour lui, était l’essence même de la poésie.»  
En 1931, il reçoit la Légion d’honneur, des mains de Philippe Berthelot. En mai de cette même année, il prend la nationalité française. En 1936, il est fait docteur honoris causa de l’université de Kaunas, en Lituanie. 

### Inclinations ésotériques
Certains chercheurs émettent l'hypothèse selon laquelle entre 1917 et 1921, Oscar Vladislas de Lubicz-Milosz aurait intégré la Société de la Fraternité des Veilleurs, une société secrète à caractère ésotérique. Cependant, Alexandra Charbonnier, dans Milosz l'étoile au front, explore également la possibilité d'une adhésion à la filiation rosicrucienne de France. Elle se base sur des initiales (R.C) que Milosz laisse dans ses correspondances puis à un certain symbole de croix accompagnant sa signature. L'œuvre de Milosz est également traversé de maints symboles rosicruciens (en plus d'alchimiques, kabbalistiques et maçonniques).

### Mort
En 1938, Oscar Vladislas de Lubicz-Milosz acquiert une modeste maison à Fontainebleau, non loin du parc où il apprivoisait les oiseaux en leur sifflant un air de Wagner. Il meurt brutalement le 2 mars 1939 à 10 heures du soir et repose au cimetière de Fontainebleau. Sur la pierre tombale figurent ces quelques mots de lui : « Nous entrons dans la seconde innocence, dans la joie, méritée, reconquise, consciente ».

## Décorations
- 1928 :  Grand-croix de l'ordre du grand-duc Gediminas ( Lituanie)
- 1931 :  Chevalier de la Légion d'honneur ( France). (1er mars), à titre de diplomate.

## Œuvres

### Métaphysique

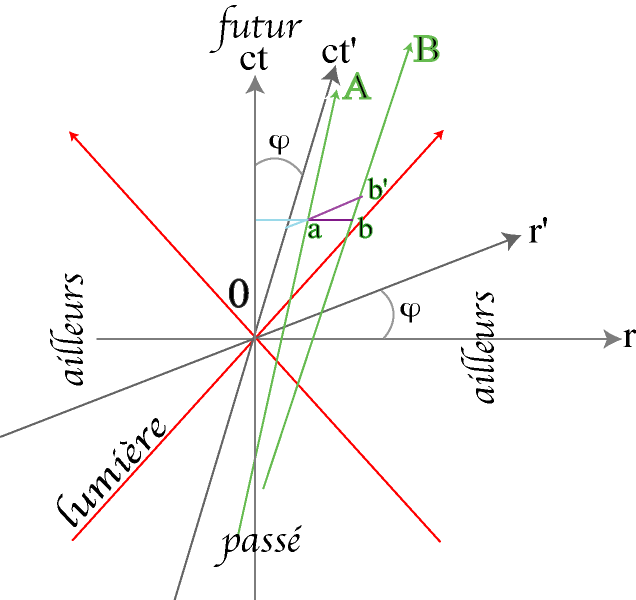
Avant d'avoir lu les théories d'Einstein sur la relativité restreinte développées en 1914, Milosz arrive à des constats voisins en ce qui concerne la simultanéité de l'espace-temps-matière. Il observe la science pour arriver au spirituel et non l'inverse. Son point de départ lui donne donc l'intuition que le temps et l'espace changent selon les référents et leur mobilité, mais que la distance et la durée restent invariables, et donc simultanées. Ces constatations le rapprochent ainsi du modèle galiléen où la simultanéité est envisageable, ce qui ne sera plus le cas chez Einstein qui fera des durées et des distances des données relatives.

Les œuvres parfois dites métaphysiques de Oscar Vladislas de Lubicz-Milosz, Ars Magna (1924) et Les Arcanes (1927), sont placées dans la section « philosophie » de la collection d'André Silvaire et de la Librairie des Lettres. Cette même section regroupe également Les origines ibériques du peuple juif (1932), L'Apocalypse de Saint-Jean déchiffrée et la Clef de l'Apocalypse (1938). 
Toute la nouvelle physique de Milosz est révélée dans l' « Épître à Storge », rédigé et publié en 1917, qui deviendra le premier chapitre de l'Ars Magna quelques années plus tard. Il ne s'agit pas encore de philosophie. L'Épître expose le fonctionnement de l'Univers sans mysticisme ni allégorie, d'ailleurs refuse-t-il que l'Épître soit associé à quelconque forme d'hermétisme : « Et gardons-nous, Storge, de perdre jamais de vue que ce qui nous occupe ici n'est ni le mystère spirituel des affinités, ni la vie mystique et sentimentale, ni l'inconnu au fond duquel tous nous devons, demain, tomber ; car nous nous entretenons seulement de la matière que nous sommes, de la matière qui nous environne, et de la matière que nous serons durant de longues, longues années, dans le tombeau.» Ainsi, l'examen de la matière dans cette partie concerne une révélation d'ordre physique et non encore métaphysique. Celle-ci sera plutôt exposée dans les quatre chapitres suivant, rédigés de 1923 à 1924. « Memoria » introduit le Soleil de la Mémoire, « Nombres » déconstruit les nombres tels que la mathématique les conçoit et sont ici replacés dans le cadre d'une unité absolue : les nombres deviennent objets, « Turba Magna » récapitule la matière en six pages succinctes et enfin « Lumen », chapitre de 41 versets, expose dans un style très biblique, la finalité des révélations. Les Arcanes en sont la continuité avec leurs 107 versets et commentaires dits « exégétiques » dans lesquels Milosz revient sur les versets à la troisième personne, comme s'il s'agissait d'un autre « je ». Par exemple, la note exégétique du verset I se fait l'echo de l'Épître toutefois en adoptant un ton plus théorique, voir plus philosophique : « Le jour n'est peut-être pas éloigné qui obligera la science à reconnaître l'existence d'un plan naturel où un phénoménisme supérieur, perceptible parfois pour les Plotin et les Pascal, se développe parallèlement aux opérations suprêmes de la pensée.»

### Le mouvement
« Toute chose de ce monde naturel où nous sommes pour quelques jours se laisse ramener à une nécessité unique de situer .» L'acte de se situer dans l'espace et dans le temps est en soi un mouvement primitif auquel l'homme serait soumis. Toutefois, la seule constatation du mouvement et l'amour qu'il engendre est en soi la Pensée. Le besoin originel de l'homme de se situer pose donc la question du point de repère : se situer par rapport à quoi. Milosz affirme que l'univers tel qu'on se le représente, c'est-à-dire en trois dimensions de temps, d'espace et de matière, est une erreur, la faiblesse conséquente d'un oubli ancestral de la Vérité, de l'Unité absolue. Ainsi, le mouvement serait la manifestation simultanée de l'espace-temps-matière. Connaître ce mouvement, c'est donc connaître l'Univers dont la véritable nature, même si aujourd'hui oubliée, se manifeste comme antique souvenir à travers le sang : « L'espace, le temps et la matière te sont donnés dans l'instantanéité non pas seulement de la connaissance, mais même de la simple constatation, par l'universel Mouvement, lequel est fiat, c'est-à-dire projection de ton sang hors du Lieu. Le mouvement porte aussi vers la connaissance de soi, ou plus exactement la conscience de soi. Physiquement, l'homme est fait de mouvement : la pensée est un circuit neuronal et le sang est en activité perpétuelle. Il est indéniable que Milosz avait pris connaissance des référents galiléens et de sa fameuse phrase : « le mouvement est comme rien ».

### Publications
- Le Poème des Décadences, 1899
- Les Sept Solitudes, 1906
- L'Amoureuse Initiation, roman, 1910
- Les Éléments, 1911
- Chefs-d’œuvre lyriques du Nord, traductions, 1912, lire en ligne sur Gallica
- Miguel Mañara. Mystère en six tableaux, 1913
- Mephiboseth, théâtre, 1914
- Saul de Tarse, théâtre, 1914
- Symphonies, Nihumim, 1915
- Épître à Storge, 1917
- Adramandoni, 1918, lire en ligne sur Gallica
- L'emprise allemande sur la Russie, depuis le XIIe siècle jusqu'à nos jours, 1920
- La Confession de Lemuel, 1922
- Ars Magna, 1924
- Les Arcanes, 1927, lire en ligne sur Gallica
- Poèmes 1895-1927, 1929, J.-O. Fourcade
- Contes et fabliaux de la vieille Lituanie, 1930, J.-O. Fourcade, lire en ligne sur Gallica
- Les Origines ibériques du peuple juif, 1932
- Apocalypse de saint Jean déchiffrée, 1933
- Les Origines de la nation lituanienne, 1936
- Psaume de l’Étoile du matin, 1936
- La Clef de l’Apocalypse, 1938

Les Œuvres complètes d’O. V. de Lubicz-Milosz sont publiées en 13 volumes aux éditions André Silvaire à Paris (fonds repris par les éditions du Rocher). Tous les poèmes de Milosz sont réunis dans Poésies I et II.
Éditions posthumes chez le même éditeur
- Soixante-quinze lettres inédites, présentation d'André Silvaire, 1969.
- Lettres inédites à Christian Gauss, presentazione de Czesław Miłosz, 1976.
- Le Revenant malgré lui (en collaboration avec Francis de Miomandre), présentation d'Yves-Alain Favre, 1985.

Éditions récentes
- La Berline arrêtée dans la nuit, Anthologie poétique, Poésie/Gallimard, Paris, 1999
- L’Amoureuse Initiation, collection de poche, Le serpent à plumes, 2004
- Contes de Lituanie, transcrits par Milosz, illustrés par Marc Daniau, le Seuil, 2005
- Ars Magna – Nuit de Noël 1922 de L'Adepte et Psaume de la Réintégration, Ed. Les Trois R, 2016.